# Salústio (cônsul em 363)

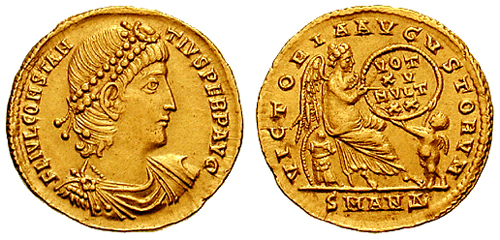
Soldo de r.

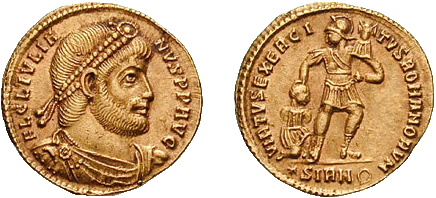
Soldo de r.

Flávio Salústio (em latim: Flavius Sallustius) foi um oficial romano do século IV, ativo durante o reinado dos imperadores Constâncio II (r. 337–361) e Juliano (r. 361–363).

## Vida
Talvez era nativo da Hispânia, pois as províncias hispânicas dedicaram-lhe uma estátua em Roma em 29 de maio de 364. Era pagão e talvez pode ser associado ao filósofo Salústio. Talvez foi destinatário de uma obra de Hilário de Poitiers e recebeu um panegírico de Latino Alcimo Alécio. Não se sabe quando nasceu, mas em 363 já era idoso.
Salústio começou sua carreira ocupando seus vicariatos: foi "vigário de cinco províncias" (vicario quinque provinciarum) cujos nomes não são revelados, vigário da Hispânia e vigário de Roma. A julgar por estes ofícios, é provável que fosse um homem novo. Depois torna-se conde consistoriano, talvez sob o reinado de Juliano como césar (r. 355–360), e então prefeito pretoriano da Gália entre 361 e 363.
No começo de 363, escreveu a Juliano carta tentando dissuadi-lo de invadir o Império Sassânida. Foi destinatário de várias leis do Código de Teodósio. O sofista Libânio classificou sua administração como justa. Em dezembro de 363, foi sucedido no ofício por Decímio Germaniano e no mesmo ano foi cônsul posterior com Juliano.